# SK Schwäbisch Hall
SK Schwäbisch Hall – niemiecki klub szachowy z siedzibą w Schwäbisch Hall, trzykrotny mistrz kraju kobiet.

## Historia
Klub został założony w 1936 roku. Od 2014 roku drużyny męska oraz kobieca grały w Bundeslidze. Drużyna męska w latach 2015–2017 trzy razy z rzędu zajmowała czwarte miejsce w lidze, a w 2018 roku wycofała się z rozgrywek Bundesligi. Zespół kobiecy w latach 2015–2016 zajął drugie miejsce w lidze. W sezonie 2016/2017 SK Schwäbisch Hall wygrał Frauenbundesligę. Następnie klub zdobywał wicemistrzostwo w latach 2018–2022. W sezonach 2022/2023 i 2023/2024 SK Schwäbisch Hall zdobył odpowiedni drugi i trzeci tytuł mistrza kraju kobiet w swojej historii.

## Zawodnicy
Zawodnikami klubu byli m.in.:

- Karina Ambarcumowa[13]
- Meri Arabidze[14]
- Ekaterina Atalık[15]
- Borys Awruch[16]
- Nino Baciaszwili[13]
- Wołha Badełka[17]
- Bai Jinshi[18]
- Sebastian Bogner[18]
- Natalija Buksa[15]
- Irina Bulmaga[15]
- Dmitrij Bunzmann[13]
- Bela Chotenaszwili[15]
- Matthieu Cornette[19]
- Deimante Daulyte-Cornette[20]
- Marsel Efroimski[15]
- Lela Dżawachiszwili[15]
- Jovana Erić[20]
- Marina Gajcin[20]
- Boris Gelfand[16]
- Tigran Gharamian[19]
- Pauline Guichard[21]
- Sopiko Guramiszwili[22]
- Ernesto Inarkijew[19]
- Dmitrij Jakowienko[19]
- Alina Kaszlinska[22]
- Viktor Láznička[19]
- Jean-Pierre Le Roux[19]
- Li Chao[19]
- Kateryna Łahno[23]
- Maksim Matłakow[19]
- Ana Matnadze[15]
- Salome Melia[15]
- Peter Michalík[19]
- Sophie Milliet[15]
- Annmarie Mütsch[24]
- Lilit Mykyrtczian[17]
- Władysław Niewiedniczy[20]
- Petra Papp[22]
- Jewgienij Postny[19]
- Jovana Rapport[17]
- Maxim Rodshtein[19]
- Dinara Saduakasowa[25]
- Mihaela Sandu[21]
- Anna Uszenina[22]
- Sabrina Vega Gutiérrez[23]
- Iwa Widenowa[13]
- Anthony Wirig[19]
- Radosław Wojtaszek[16]
- Mathias Womacka[19]
- Nərmin Xalafova[21]
- Frank Zeller[19]